# Eupithecia minusculata
Eupithecia minusculata is een vlinder uit de familie spanners (Geometridae). De wetenschappelijke naam is voor het eerst geldig gepubliceerd in 1882 door Alpheraky.
De vlinder heeft een spanwijdte van 13 tot 15 millimeter.
De soort komt voor van Spanje, via Noord-Afrika en het Midden-Oosten tot Centraal-Azië.